# 丹尼尔·戈伦斯坦
丹尼尔·E·格伦斯坦（英語：Daniel E. Gorenstein，1923年1月1日—1992年8月26日）是一名美国数学家。他因系统整理有限單群分類而闻名。

## 教育和生平
丹尼尔·戈伦斯坦在哈佛大学获得了本科和研究生学位，随后于1950 年在奥斯卡·扎里斯基的指导下获得了博士学位。他在博士毕业论文中引入了平面曲线的对偶性原理。亚历山大·格罗滕迪克受到这个原理的启发构造了格仑斯坦环。
在获得博士学位之前，戈伦斯坦在哈佛大学向军事人员教授数学，他的博士后生涯在克拉克大学和东北大学度过。从1969年开始，他去了罗格斯大学教书，并在那里度过余生。1989年，他创建了DIMACS（离散数学和理论计算机研究所)，并一直担任董事直至去世。 

## 贡献
格伦斯坦最著名的工作是在有限单群方面的，他因此获得了许多荣誉。他不仅研究了很多关于有限单群的理论（比如信号函子），而且他也被公认为有限群分类工作的领导者。有限單群分類是有史以来最复杂的純粹數學的协作证明之一，大约一百位数学家在五十年期间发表了20000页的证明。格伦斯坦提出了很多纲领性的建议，考察了所有证明后，格仑斯坦在1983年宣称完成了有限简单群的分类并出版了书籍，但后来迈克尔·阿什巴赫发现了证明中拟薄群（Quasithin group）方面的漏洞，等到后者补齐证明，有限群分类的证明工作才结束。后来格伦斯坦注重于有限单群分类证明的简化工作。

## 荣誉
- 1972年 古根海姆研究员和富布赖特学者
- 1978年 美国国家科学院和美国艺术与科学院院士
- 1989年 斯蒂尔数学阐述奖。